# Gustav Adolf Nosske
Gustav Adolf Nosske (Halle, 29 dicembre 1902 – Düsseldorf, 9 agosto 1986) è stato un avvocato e agente segreto tedesco, nel 1941-42, come SS-Obersturmbannführer, comandò l'Einsatzkommando 12, una formazione dell'Einsatzgruppe D, sotto il comando di Otto Ohlendorf.
Fu processato nel processo agli Einsatzgruppen nel 1948, condannato all'ergastolo e rilasciato all'inizio del 1955.

## Biografia

### Carriera
Gustav Aldolf Nosske nacque a Halle. Studiò giurisprudenza diventando avvocato ad Halle e ad Aquisgrana. Si unì al partito nazista e alle SS nel 1933. Divenne comandante della Gestapo ad Aquisgrana nel 1935 e poi a Francoforte dal settembre 1936 al giugno 1941.
Fu nominato capo dell'Einsatzkommando 12 con il grado di SS-Obersturmbannführer, prima dell'invasione dell'Unione Sovietica il 22 giugno 1941. Nelle aree di Donetsk e Novocherkassk, la sua unità commise molte atrocità contro la popolazione civile. A metà agosto 1941, Otto Ohlendorf ordinò a Nosske di trasportare 11000 ebrei da Mohyliv-Podilskyi a Yampil attraversando il fiume Dniester e quindi collocarli nella zona rumena. Durante il viaggio furono assassinati centinaia di ebrei. Tra il 16 e il 28 febbraio 1942, l'Einsatzkommando 12 uccise 721 ebrei, 271 comunisti, 74 partigiani e 421 rom.
Nell'aprile 1942 Nosske si unì all'Ufficio Centrale per la Sicurezza del Reich (RSHA), a Berlino, nella sezione per i territori orientali occupati. Nel 1943 fu nominato capo della divisione "Stranieri e nemici dello Stato" della Gestapo. Lavorò come ufficiale di collegamento tra il Ministero del Reich per i Territori occupati dell'Est e la RSHA. Dall'agosto 1943 al settembre 1944 fu capo della polizia di stato a Düsseldorf.
Durante il successivo processo agli Einsatzgruppen tenutosi nel 1948, affermò che nel 1944 gli era stato ordinato di raccogliere tutti gli ebrei tedeschi di Düsseldorf sposati con non ebrei per lo sterminio, ma che si era rifiutato di farlo: l'ordine finale non fu eseguito.

## Processo e condanna
Nosske fu arrestato dagli Alleati e processato al processo agli Einsatzgruppen nel 1948 a Norimberga. Fu l'unico accusato che non chiese clemenza al generale Lucius D. Clay nel settore dell'occupazione americana. Il 10 aprile 1948, Nosske fu condannato all'ergastolo per crimini di guerra e poi rilasciato il 15 dicembre 1951.
I dettagli della sua vita successiva sono in gran parte sconosciuti, a parte un'apparizione in tribunale il 26 marzo 1965, dove testimoniò al processo di Auschwitz a Francoforte, con Düsseldorf come luogo di residenza dichiarato e consulente legale come professione.
Morì a Düsseldorf il 9 agosto 1986.